# Михівка
Михі́вка — село в Україні, у Смотрицькій селищній територіальній громаді Кам'янець-Подільського району Хмельницької області.

## Назва
Зафіксована назва «Мнихівка», яка є етимологічно правильною, слово «мних» означає монах – напевно, від Смотрицьких домініканців.

## Географія
Село Михівка розташоване на березі річки Смотрич, лівої притоки Дністра. На півночі межує з смт Смотрич. Відстань автодорогами до районного центру міста Кам'янець-Подільський близько 30 кілометрів.

### Клімат
Михівка знаходяться в межах вологого континентального клімату із теплим літом.

## Історія
Про село згадується в грамоті виданій Смотрицькому домініканському монастирю, датованій 17 березня 1375 року. З цього документа видно,що територія с.Михівка належить домініканським монахам ("мнихам "), що дало початкову назву Мніховка.
Перша згадка про поселення 1615 рік.
Внаслідок поразки визвольних змагань на початку XX століття, село надовго окуповане російсько-більшовицькими загарбниками.
Радянська окупація принесла колективізацію та розкуркулення, мешканці села зазнали репресій.
В 1932–1933 селяни села пережили голодомор.
З 1991 року в складі незалежної України.
29 серпня 2017 року шляхом об'єднання сільських рад, село увійшло до складу Смотрицької селищної громади, до цього органом місцевого самоврядування була Смотрицька селищна рада.
19 липня 2020 року, в результаті адміністративно-територіальної реформи та ліквідації Дунаєвецького району, село увійшло до складу Кам'янець-Подільського району.

## Населення
За переписом населення України 2001 року в селі мешкало 415 осіб.
Згідно перепису 2015 року в селі мешкало 325 осіб, населення села скоротилось на 21,69 % порівняно зі 2001 роком.

### Мова
У селі поширені західноподільська говірка та південноподільська говірка, що відносяться до подільського говору, який належить до південно-західного наріччя.

## Галерея

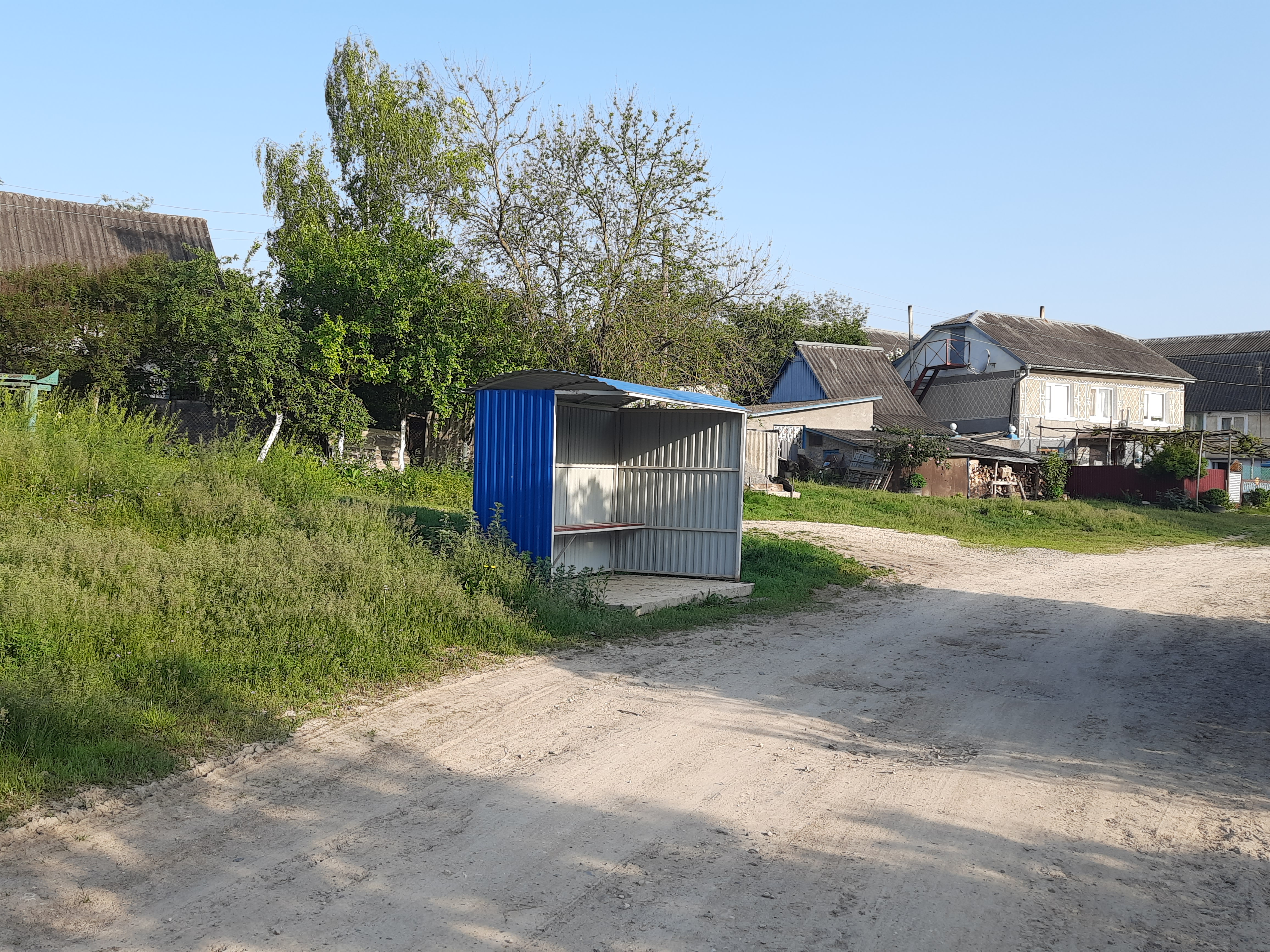
Автобусна зупинка
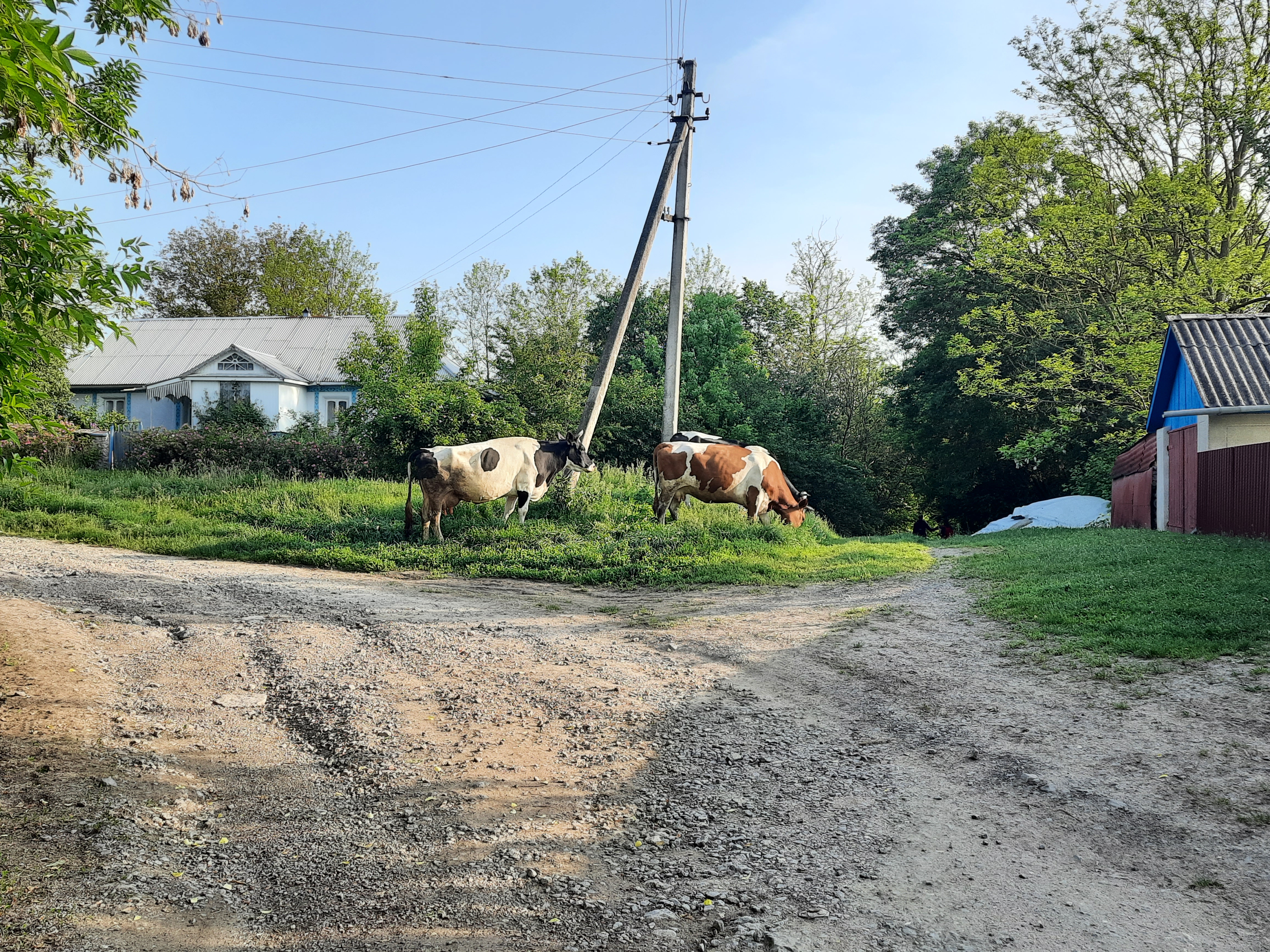
Сільський пейзаж
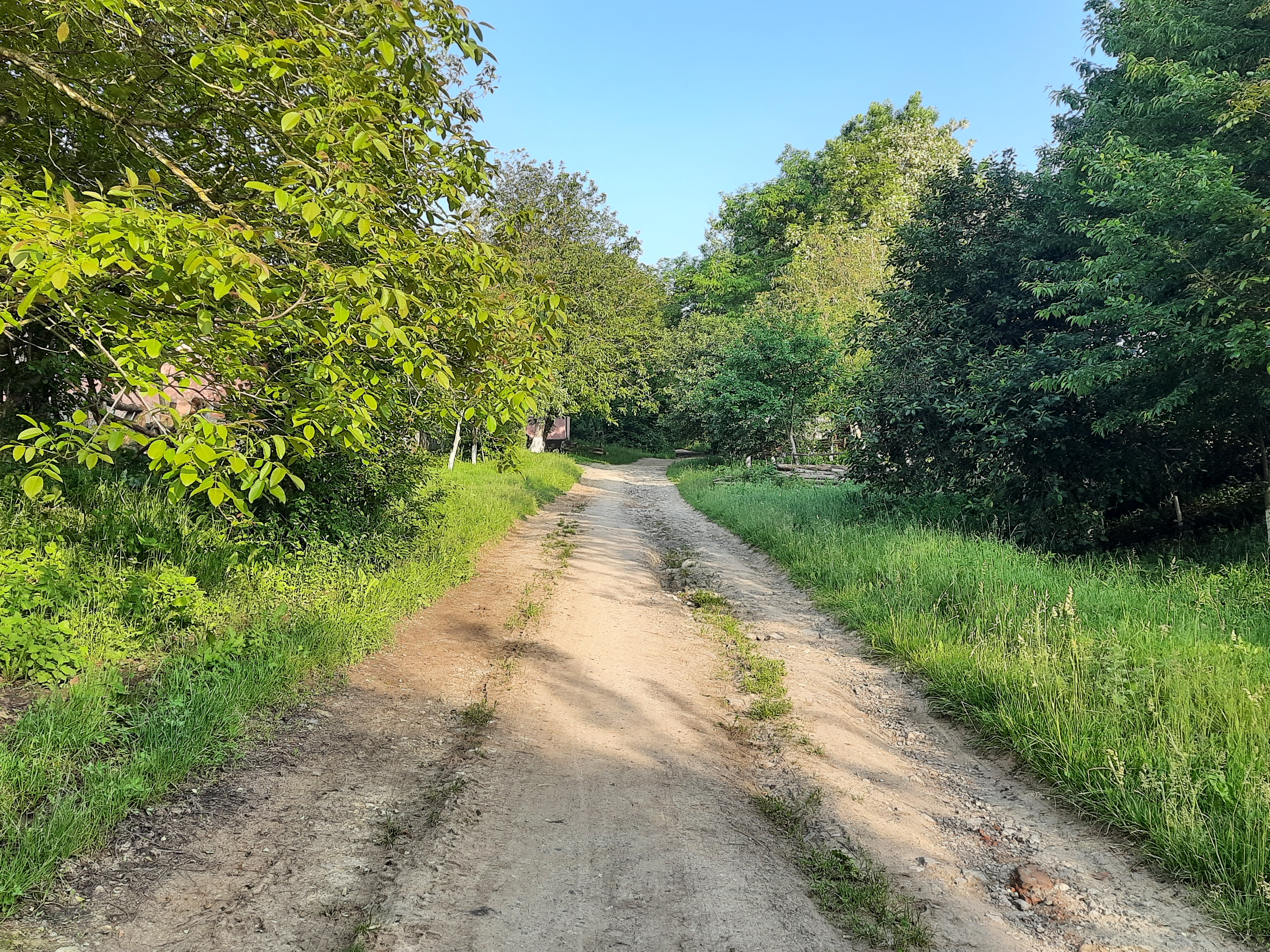
Сільська вулиця
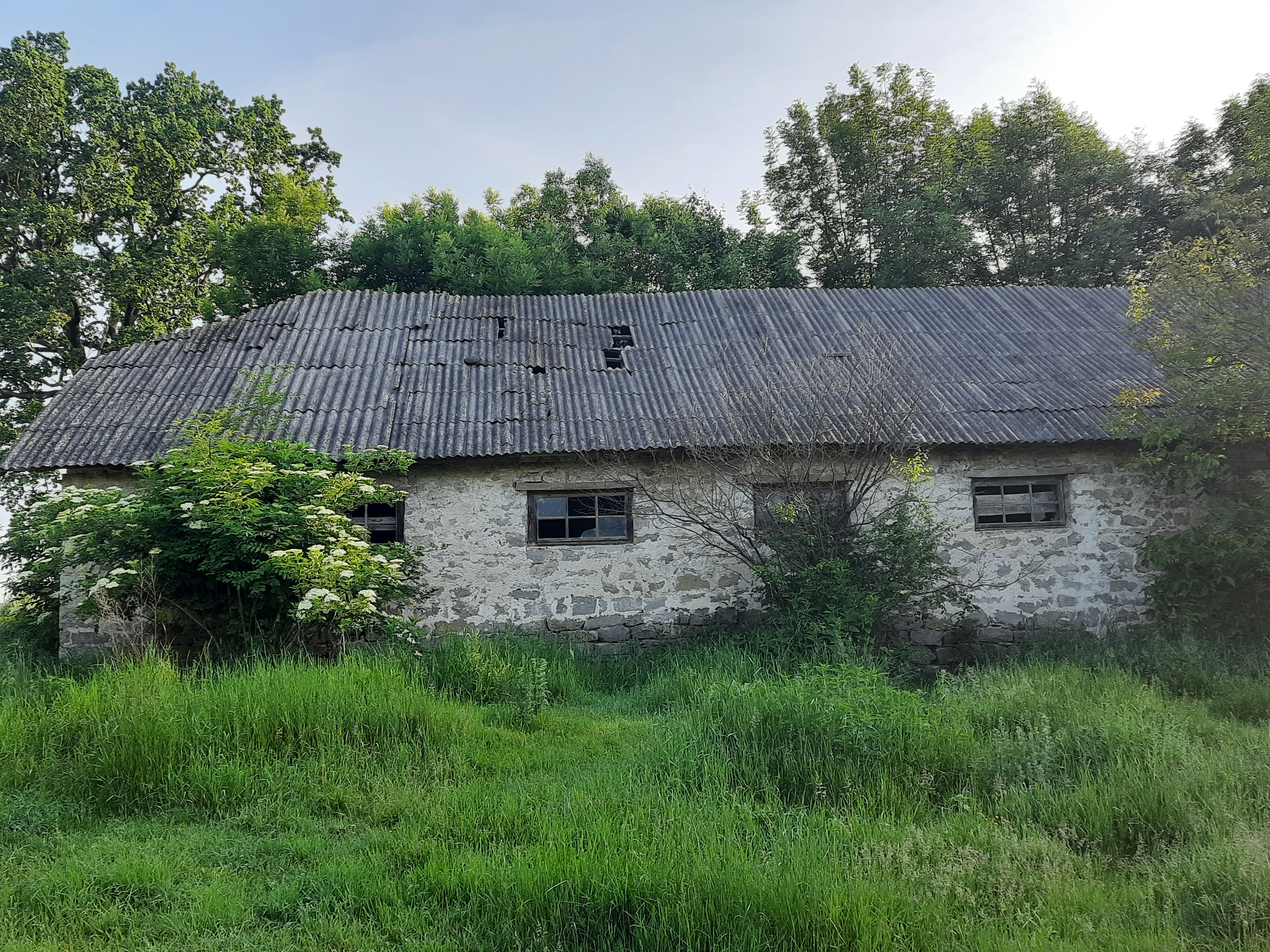
Господарська будівля
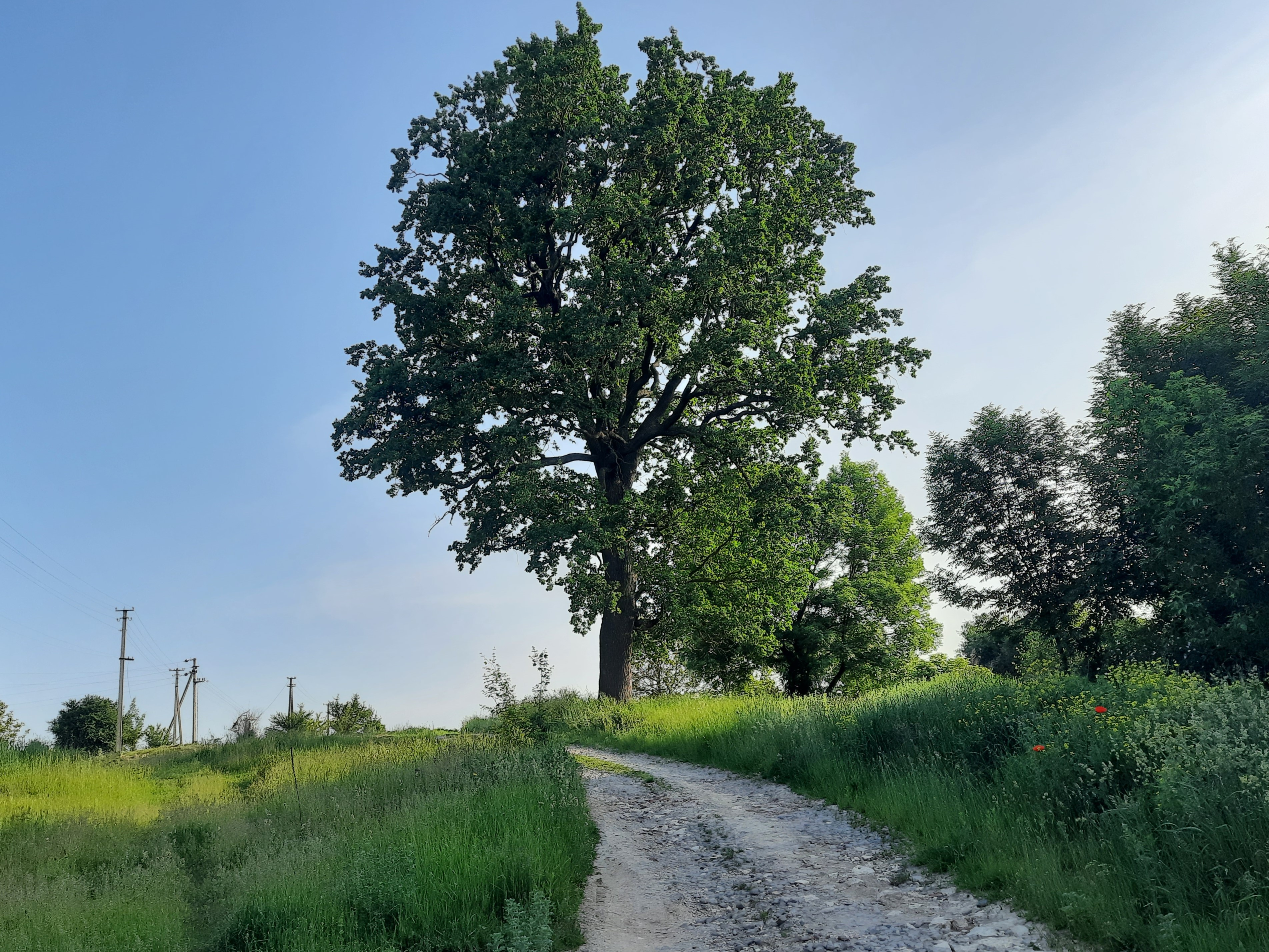
ВІковічний дуб
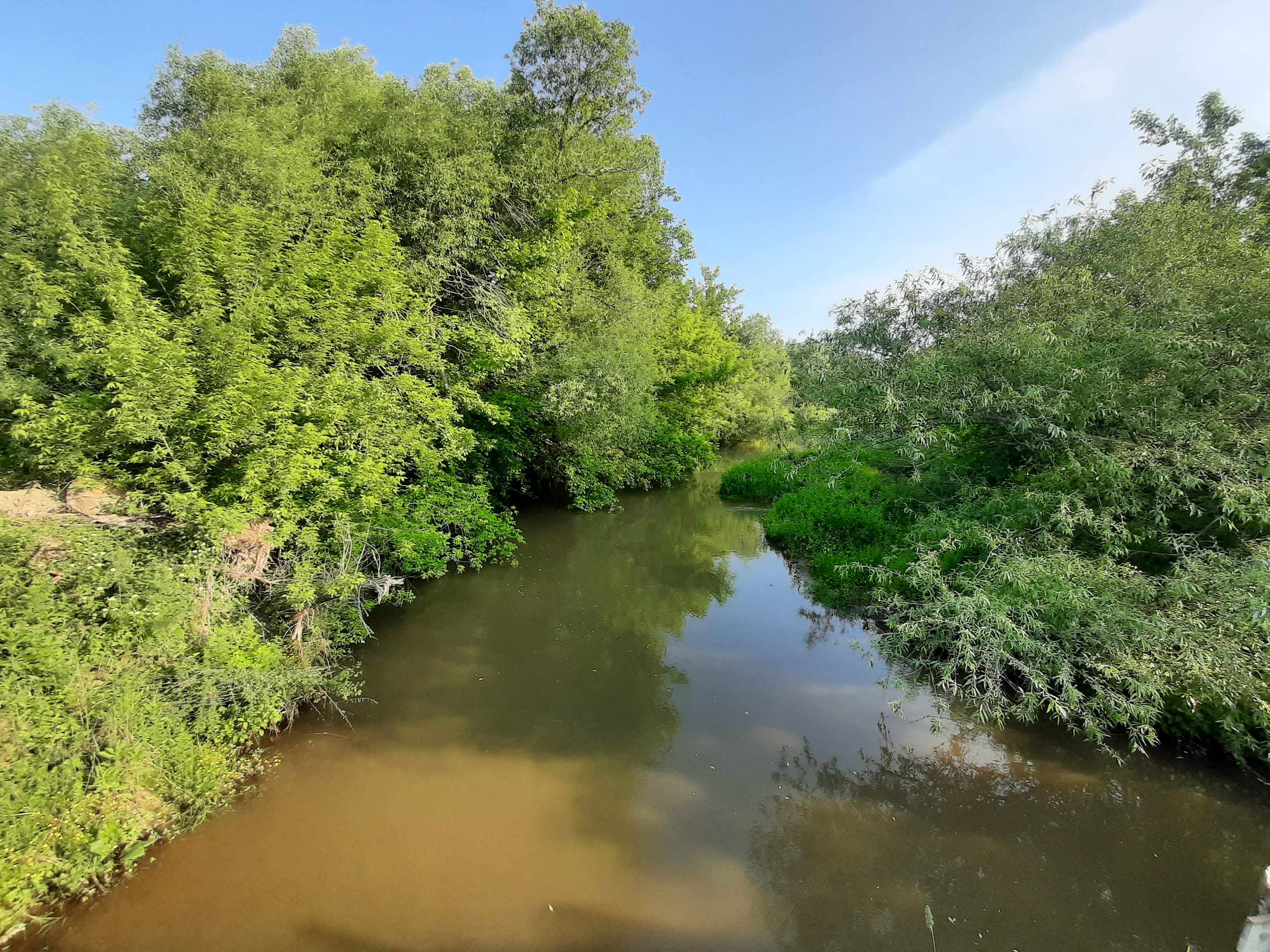
Річка Смотрич біля села
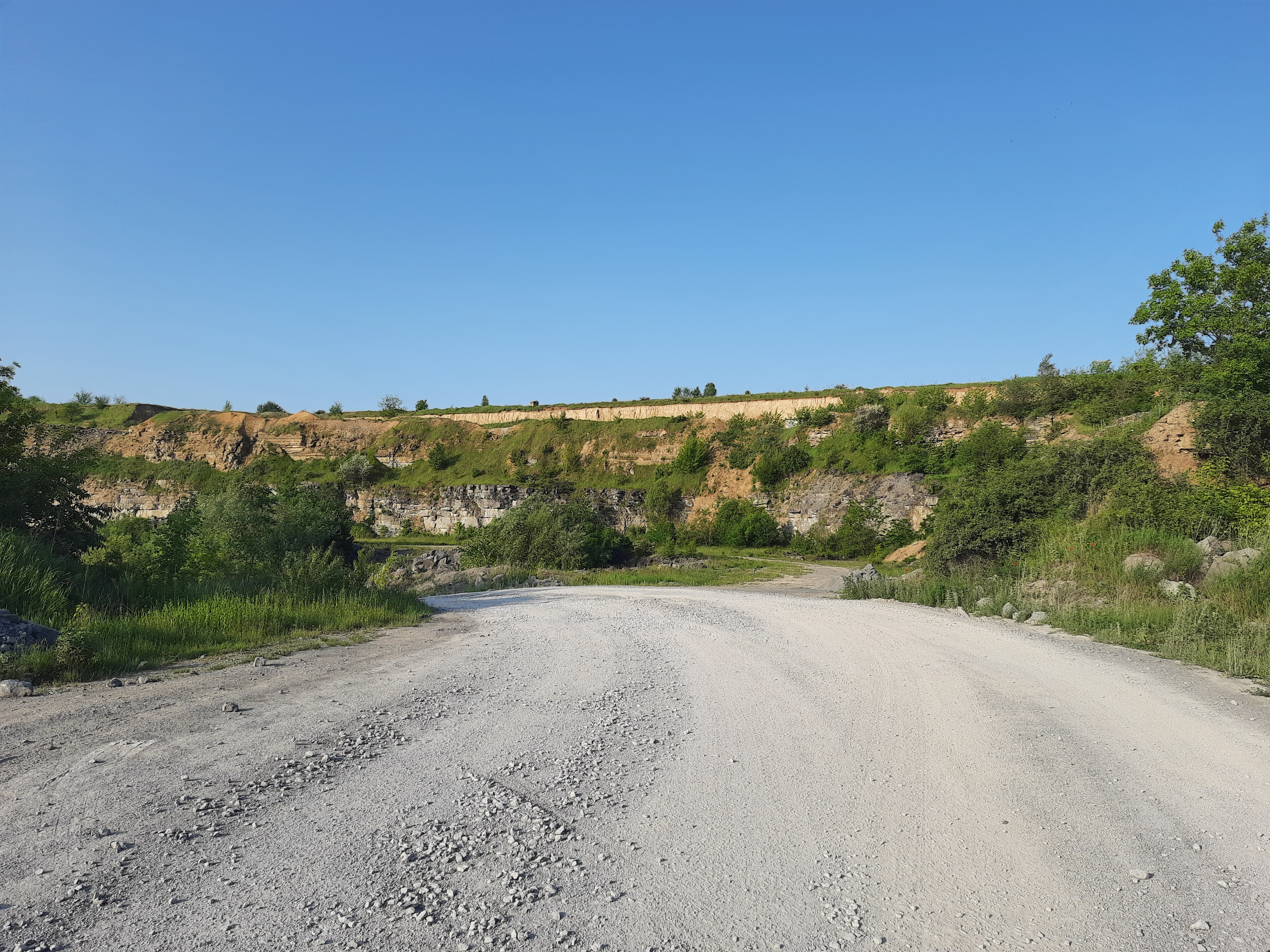
Краєвид біля села